# Цифровая офсетная печать
Цифровая офсетная печать — вид печати, совмещающей принцип цифровой (в частности, электрофотографической) и офсетной печати.
Изображение формируется на фоторецепторе, основанном на органическом фотополупроводнике, который аналогичен такому же, как у лазерных принтеров, за исключением того, что фоторецептором является не жёсткий цилиндр (барабан), а гибкая плёнка, монтируемая на формном цилиндре. После формирования изображение передаётся на офсетное резинотканевое полотно (англ. blanket), с которого затем переносится на печатный материал. В отличие от распространённой технологии электрофотографической печати с «сухим» тонером, тонер HP Indigo (ElectroInk) диспергирован в лёгком минеральном масле.

## Технология офсетной печати
Традиционным материалом для изготовления печатных форм являются алюминиевые пластины. Офсетное полотно состоит из прорезиненной ткани. Технология офсетной печати основана на гидрофильных и гидрофобных свойствах отдельных участков. Так, пробельные элементы печатной формы — это впадины на поверхности, в которых задерживается вода, и тем самым отталкивается маслянистая краска. На печатных элементах вода не задерживается, так как они покрыты слоем диазосоединений, в результате чего к ним хорошо прилипает краска.

### Процесс печатания
В процессе печати офсет на печатной форме получается прямое изображение, которое потом в зеркальном виде переносится на полотно, после чего наносится на бумагу. Краска высыхает под действием окисления на воздухе.

## Преимущества цифровой офсетной печати
В отличие от традиционной офсетной печати, её цифровой вариант позволяет оперативно печатать небольшие тиражи, благодаря отсутствию необходимости в сложной допечатной обработке тиража. Однако при крупных тиражах простая офсетная печать обходится дешевле.

## Факторы, влияющие на качество
На качество офсетной печати влияют многие факторы, такие, как влажность, температура в типографии и др.. На процесс нанесения и распределения краски на формном цилиндре значительное влияние оказывают физико-химические взаимодействия. В связи с этим необходимо точное и тщательное увлажнение пробельных элементов.

### Влияющие факторы
Даже при правильно установленном увлажнении на офсете образуется эмульсия из краски и воды. Из-за этого уменьшается цветовая насыщенность. Для предотвращения этого необходимо применять ряд соответствующих мер. Насыщение краски водой зависит в том числе и от влажности и температуры в помещении. Соответственно, внутри типографии необходимо создать определённую влажность — не более 55 %. Оптимальная температура для печатного цеха 20°C.

### Требования к воде
Вода должна хорошо увлажнять форму. Для этого в неё добавляют вещества, уменьшающие поверхностное натяжение. При этом необходимо соблюдать баланс: при слишком малом поверхностном натяжении избыточное количество воды попадёт в краску, что приведёт к образованию эмульсии. Эмульсия может нарушить избирательность смачивания, вследствие чего образуется «тенение» — прилипание краски к  пробельным элементам, что является браком.
Также необходимо добавлять в воду вещества, наделяющие её, так называемыми, буферными свойствами. Без этих веществ кислотность будет варьироваться в широких пределах, что может привести к «отмарыванию» — в кислой воде краска будет сохнуть медленнее и отпечатается на соседних оттисках.

## Сухой офсетный процесс
Сухой офсетный процесс — способ не требующий использования воды. В данном процессе применяются трёхслойные печатные формы. Сверху формы покрываются силиконовым материалом, который не смачивается краской. Этот слой наносится на пробельных элементах, которым в данном процессе соответствуют не впадины, а выступы на печатной форме. Слой полимера с краской, в свою очередь, заполняет впадины, соответствующие печатным элементам.
Достоинства процесса — силиконовые элементы выше печатных, что препятствует растеканию краски.
Недостатки процесса — технология очень требовательна ко многим физико-химическим условиям среды. Изменение температуры окружающего пространства всего на 3°C приводит к браку; требуется высококвалифицированное обслуживание; необходимо дорогостоящее оборудование.

## Оборудование

### Рулонные машины
Оптимальны для печати газет и упаковок. В связи с высокой стоимостью и громоздкостью рулонные машины следует применять только в массовом производстве. Для рулонной печати применяются быстросохнущие краски, однако при этом качество цветных изображений ухудшается. Для получения качественных оттисков следует применять листовую печать.

### Листовые машины
Листовые машины могут работать с разным форматом. Они хорошо пригодны для печати плакатов, журналов в цвете, многостраничных книг. Эти аппараты являются гарантом высокого качества печатной продукции, однако им свойственна низкая рентабельность производства.